# モーラ・リンパニー
デイム・モーラ・リンパニー（Dame Moura Lympany, 1915年8月18日 - 2005年3月28日）は、イギリスの女性ピアニスト。

## 概説
コーンウォール出身で本名はメアリ・ジョンストン（Mary Gertrude Johnstone）。父親は第一次世界大戦に参戦した将校。母親からピアノの手ほどきを受ける。ベルギーの修道会附属女学校に通うが、その地で楽才を認められ、リエージュで音楽を学び、奨学金を得てロンドンの王立音楽アカデミーに入学する。
指揮者ベイジル・キャメロンのオーディションを受け、12歳で演奏会デビューを果たす。このときから現在の名に変更した。リンパニーという苗字は、母親の旧姓（Limpenny）の綴りを変えたものである。ロンドンで、クララ・シューマン門下のマティルデ・ヴェルネに、ウィーンでパウル・ヴァインガルテンについて研鑽を重ねる。1938年にウィグモア・ホールでロンドン・デビューを果たし、1938年にブリュッセルのイザイ国際コンクールで2位に入賞。第二次世界大戦までのイギリスで最も人気のあるピアニストのひとりとなった。1940年にアラム・ハチャトゥリアンのピアノ協奏曲の英国初演を行う。
1944年にコリン・デフリーズと結婚するが1950年に離婚。1951年には、アメリカのテレビ局経営者のベネット・コーンと結婚して渡米するも、流産を2度、死産を1度経験し、1961年に離婚した。政治家でアマチュア指揮者のエドワード・ヒースと親しく、リンパニーは結婚できたらよかったのにと語っていたが、ヒースは独身主義者であった。
戦後はさらに有名になり、欧米各地やカナダ、オーストラリア、ニュージーランド、インドで演奏活動を行なった。1970年に乳房切除を受けて乳癌を克服した後、ひときわ有名になった。1979年にチャールズ3世（当時皇太子）のため御前演奏を行い、同年CBEに、1992年にデイムに列せられた。長年モナコやフランスに暮らし、フランスで臨終を迎えた。
1992年に来日し、4月9日のサントリーホールでの演奏会、ショパンの24の前奏曲は、FM-NHKでも放送された。
リンパニーはロシア音楽を愛しており、ハチャトゥリアンのほかにラフマニノフやプロコフィエフを好んで演奏した。とりわけラフマニノフに関しては、ラフマニノフ本人が彼女の演奏を聴き大絶賛しており、世界初の前奏曲全曲録音を成し遂げるなど十八番のレパートリーであった。